# 丹尼·罗德里克
丹尼·罗德里克（土耳其語：Dani Rodrik；1957年8月14日—）土耳其裔和經濟學家。普林斯頓高等研究院教授。他擅長於國際經濟學，發展經濟學，國際政治經濟。羅德里克的著作包括《全球化悖論：民主與世界經濟的未來》和《經濟學規則》等。

## 生涯
出生於伊斯坦布爾，畢業於羅伯特學院、哈佛大學，並且在普林斯頓大學獲得經濟學博士學位，1985年之後。哈佛大學助理教授，副教授（1985至1992年），通過哥倫比亞大學（1992-1996），在1996年，美國哈佛大學肯尼迪政府學院教授。
羅德里克的岳父是土耳其将军切廷·多安。切廷被认为参与了一场代号为「大锤」的政变，被判入狱。这场审判很大程度上是由居伦运动的支持者推动的。然而罗德里克教授从政变文件中发现破绽，认定岳父切廷是含冤入狱。此案后出现转折，但與罗德里克找到的证据无关。2013年，埃尔多安和居伦运动联盟破裂。2014年，土耳其宪法法院发现被告的权利受到侵犯，下令重审「大锤」一案。切廷獲释。
2020年1月21日，羅馬天主教教宗方濟各任命羅德里克教授為宗座社會科學院院士。

## 研究

### 全球化矛盾
罗德里克教授提出了全球化的不可能三角理論，即一個國家的「民主政治」、「國家主權」和「超級全球化」不能同時成立，必須放棄其中一個。“比如英国人感到过多的国家主权和民主特权随着欧盟转移到了布鲁塞尔或是作为欧盟单一市场执行者的欧洲法院。”

## 著作
- 《全球化矛盾: 民主與世界經濟的未來》 陳信宏 译 / 衛城 / 2016-2-3 /
- 《全球化的悖论》 / 中国人民大学出版社 / 2011-10-15 /
- 《经济学规则》/ 中信出版社 / 2017-1-1/
- 《一种经济学 多种药方：全球化、制度建设和经济增长》/ 中信 / 2016-3 /
- 《探索经济繁荣 : 对经济增长的描述性分析》 / 中信 / 2009-9 /
- 《新全球经济与发展中国家 : 让开放起作用》/ 世界知识出版社 / 2004-12 /